# Kybunpark
Le kybunpark (anciennement AFG Arena) est le stade de football situé à Saint-Gall en Suisse.
C'est le terrain de jeu du FC Saint-Gall.

## Événements

### Rencontres internationales
Depuis 2008, l'équipe de Suisse y a disputé 20 rencontres internationales :
| Date              | Adversaire    | Résultat | Spectateurs               | Compétition                  |
| ----------------- | ------------- | -------- | ------------------------- | ---------------------------- |
| 30 mai 2008       | Liechtenstein | 3-0      | 18 000                    | Match amical                 |
| 11 octobre 2008   | Lettonie      | 2-1      | 18 026                    | Éliminatoires CM 2010        |
| 19 novembre 2008  | Finlande      | 1-0      | 11 500                    | Match amical                 |
| 3 mars 2010       | Uruguay       | 1-3      | 12 540                    | Match amical                 |
| 3 septembre 2010  | Australie     | 0-0      | 14 660                    | Match amical                 |
| 15 novembre 2014  | Lituanie      | 2-0      | 17 300                    | Éliminatoires de l'Euro 2016 |
| 9 octobre 2015    | Saint-Marin   | 7-0      | 16 200                    | Éliminatoires de l'Euro 2016 |
| 31 août 2017      | Andorre       | 3-0      | 13 600                    | Éliminatoires CM 2018        |
| 8 septembre 2018  | Islande       | 6-0      | 14 912                    | Ligue des nations 2018-2019  |
| 15 novembre 2019  | Géorgie       | 1-0      | 16 400                    | Éliminatoires de l'Euro 2020 |
| 7 octobre 2020    | Croatie       | 1-2      | 4 500 (huis clos partiel) | Match amical                 |
| 28 mars 2021      | Lituanie      | 1-0      | 0 (huis clos)             | Éliminatoires CM 2022        |
| 31 mars 2021      | Finlande      | 3-2      | 0 (huis clos)             | Match amical                 |
| 31 mai 2021       | États-Unis    | 2-1      | 100                       | Match amical                 |
| 3 juin 2021       | Liechtenstein | 7-0      | 300                       | Match amical                 |
| 27 septembre 2022 | Tchéquie      | 2-1      | 15 353                    | Ligue des nations 2022-2023  |
| 15 octobre 2023   | Biélorussie   | 3-3      | 17 000                    | Éliminatoires Euro 2024      |
| 8 juin 2024       | Autriche      | 1-1      | 18 731                    | Match amical                 |
| 15 octobre 2024   | Danemark      | 2-2      | 16 182                    | Ligue des nations 2024-2025  |
| 25 mars 2025      | Luxembourg    | 3-1      | 8 363                     | Match amical                 |

D'autres rencontres internationales y ont également été organisées :
| Date             | Équipe 1           | Résultat | Équipe 2           | Spectateurs | Compétition  |
| ---------------- | ------------------ | -------- | ------------------ | ----------- | ------------ |
| 2 septembre 2011 | Espagne            | 3-2      | Chili              | 14 605      | Match amical |
| 28 février 2012  | Bosnie-Herzégovine | 1-2      | Brésil             | 17 500      | Match amical |
| 26 mai 2012      | Espagne            | 2-0      | Serbie             | 15 625      | Match amical |
| 14 novembre 2012 | Chili              | 1-3      | Serbie             | 2 116       | Match amical |
| 29 mai 2016      | Espagne            | 3-1      | Bosnie-Herzégovine | 14 000      | Match amical |
| 28 mai 2018      | Italie             | 2-1      | Arabie saoudite    | 10 100      | Match amical |
| 3 juin 2018      | Arabie saoudite    | 0-3      | Pérou              | 18 053      | Match amical |

- Championnat d'Europe féminin de football 2025

## Galerie

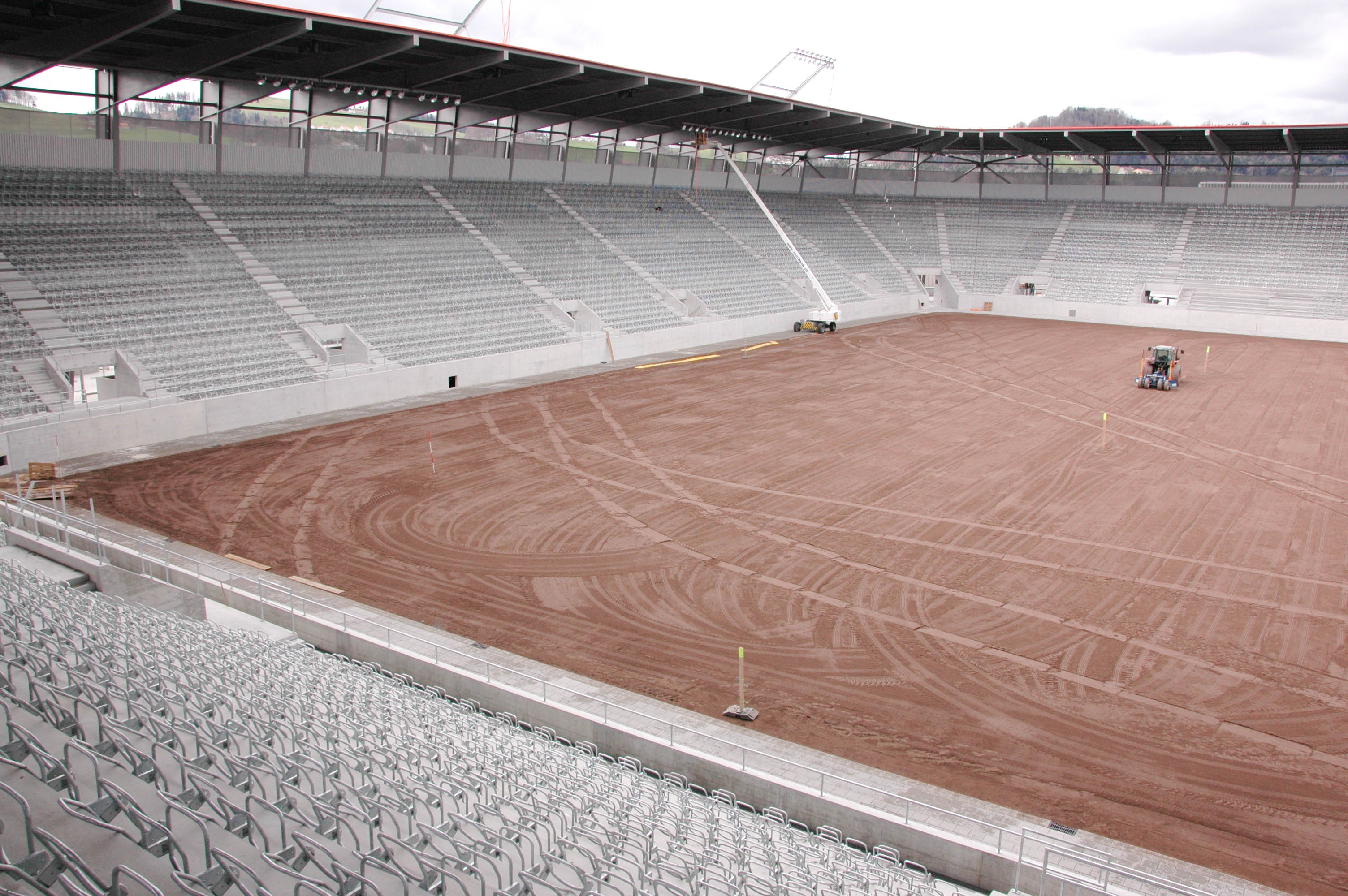
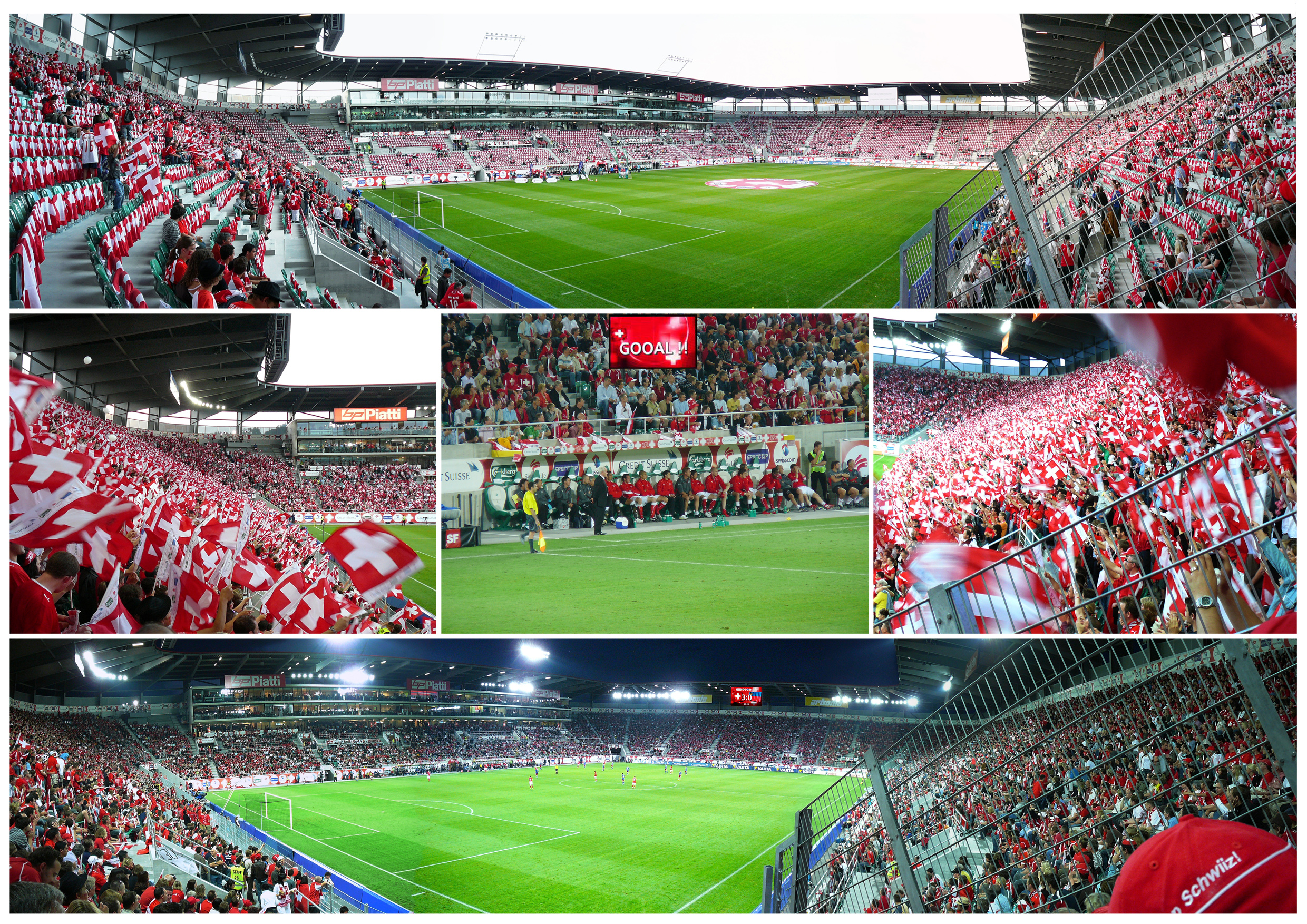
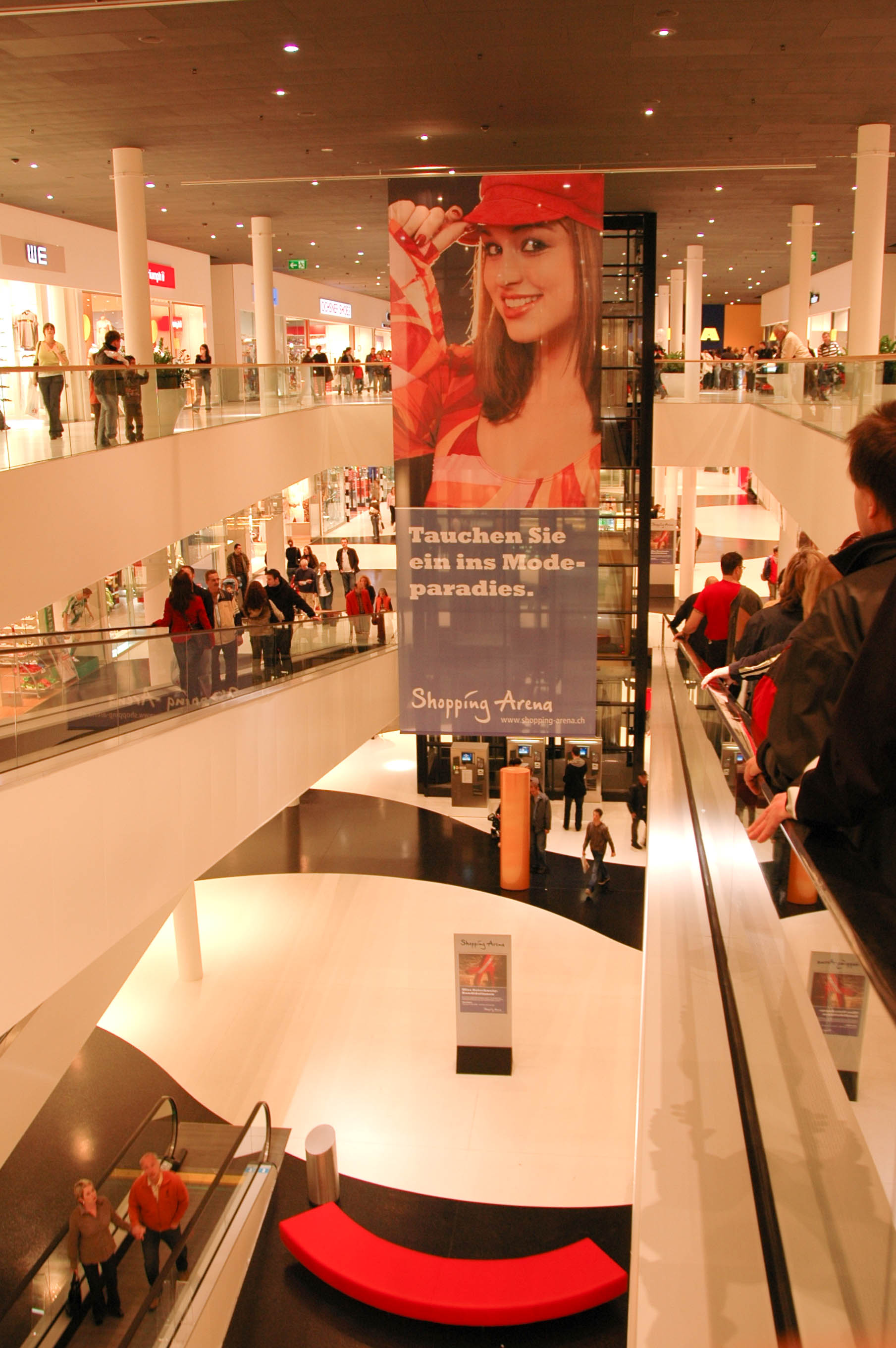